# Margaret Blye
Margaret (Jane) « Maggie » Blye est une actrice américaine, née le 24 octobre 1939 à Houston (Texas) et morte le 24 mars 2016 à West Hollywood (Californie).

## Biographie
Au cinéma, Margaret Blye apparaît à ce jour dans vingt-trois films américains, depuis un petit rôle non crédité dans Été et Fumées de Peter Glenville (1961, avec Laurence Harvey et Geraldine Page) jusqu'à Man in the Chair de Michael Schroeder (2007, avec Christopher Plummer et Michael Angarano).
Ses deuxième et troisième films, sortis en 1967, sont les westerns Hombre de Martin Ritt (avec Paul Newman et Fredric March) et L'Or des pistoleros de William A. Graham (avec James Coburn et Carroll O'Connor).
Citons également le film britannique L'or se barre de Peter Collinson (1969, avec Michael Caine et Noël Coward), Le Bagarreur de Walter Hill (1975, avec Charles Bronson et James Coburn) et L'Emprise de Sidney J. Furie (1982, avec Barbara Hershey et Ron Silver).
À la télévision, Margaret Blye se produit dans dix-huit séries à partir de 1964, dont Gunsmoke (deux épisodes, 1964-1965), 200 dollars plus les frais (un épisode, 1979) et Pour l'amour du risque (un épisode, 1981).
Sa dernière série est Loïs et Clark : Les Nouvelles Aventures de Superman (épisode pilote, 1993).
S'ajoutent onze téléfilms, le premier diffusé en 1966 ; l'ultime — dernière prestation à l'écran — est Lettres à un soldat d'Harvey Frost (2010, avec Lori Loughlin et Johnny Messner).
Margaret Blye meurt en 2016, à 73 ans.

## Filmographie partielle

### Cinéma
(films américains, sauf mention contraire)
- 1961 : Été et Fumées (Summer and Smoke) de Peter Glenville : Dusty
- 1967 : Hombre de Martin Ritt : Doris Blake
- 1967 : L'Or des pistoleros (Waterhole No. 3) de William A. Graham : Billee Copperud
- 1968 : Diamonds for Breakfast de Christopher Morahan
- 1969 : L'or se barre (The Italian Job) de Peter Collinson (film britannique) : Lorna
- 1973 : Les Noces de cendre (Ash Wednesday) de Larry Peerce : Kate Sawyer
- 1975 : Le Bagarreur (Hard Times) de Walter Hill : Gayleen Schoonover
- 1980 : Les Petites Chéries (Little Darlings) : Mademoiselle Bright
- 1982 : L'Emprise (The Entity) de Sidney J. Furie : Cindy Nash
- 1997 : Glam de Josh Evans : Jeanne Fox
- 2005 : The Gingerdead Man de Charles Band : Betty Leigh
- 2007 : Man in the Chair de Michael Schroeder : Mildred Bahr

### Télévision

#### Séries télévisées
- 1964 : Adèle (Hazel)
  - Saison 4, épisode 6 Welcome Back, Kevin de William D. Russell : Helen Burkett
- 1964-1965 : Gunsmoke ou Police des plaines (Gunsmoke ou Marshal Dillon)
  - Saison 9, épisode 36 Journey for Three (1964) : la fille
  - Saison 10, épisode 22 Winner Take All (1965) de Vincent McEveety : Karen Dean
- 1965 : Perry Mason, première série
  - Saison 8, épisode 20 The Case of the Lover's Gamble : Betty Kaster
- 1965 : Le Virginien (The Virginian)
  - Saison 4, épisode 12 The Laramie Road de Charles S. Dubin : Velvet-Rose
- 1979 : 200 dollars plus les frais (The Rockford Files)
  - Saison 5, épisode 13 La Dernière Chance (The Deuce) de Bernard McEveety : Bonnie Pruitt
- 1981 : Pour l'amour du risque (Hart to Hart)
  - Saison 2, épisode 13 Une balle si précieuse (Homemade Murder) de Tom Mankiewicz : Brenda Dunn
- 1990 : Rick Hunter (Hunter)
  - Saison 6, épisode 21 La Bague au doigt, 1re partie (Street Wise, Part I) de James Whitmore Jr. : l'infirmière
- 1992 : Parker Lewis ne perd jamais (Parker Lewis Can't Lose)
  - Saison 3, épisode 5 L'Amour, c'est l'enfer (Love Is Hell) de Larry Shaw : la mère d'Harry
- 1993 : Loïs et Clark : Les Nouvelles Aventures de Superman (Lois & Clark: The New Adventures of Superman)
  - Saison 1, épisode pilote (Pilot) de Robert Butler : Mme Platt

#### Téléfilms
- 1974 : Melvin Purvis G-MAN de Dan Curtis : Katherine « Kate » Ryan-Kelly
- 1976 : Panique en plein ciel (Mayday at 40,000 Feet!) de Robert Butler : Susan Mackenzie
- 1979 : Undercover with the KKK de Barry Shear : Billie Ruth Rowe
- 1981 : Golden Gate de Paul Wendkos : Bess McCartney
- 1985 : Plus fort que la vie (Love Lives On) de Larry Peerce : Lucille Carver
- 1990 : Silhouette (titre original) de Carl Schenkel : Gina Lauder
- 1997 : Les Notes du bonheur (Journey of the Heart) de Karen Arthur : Olivia, la réceptionniste
- 2005 : Meet the Santas d'Harvey Frost : Abigail
- 2010 : Lettres à un soldat (Meet My Mom) d'Harvey Frost : Peggy

## Note et référence
1. ↑  « Margaret Blye, 'Italian Job' actress, dies at 73 », sur Entertainment Weekly's EW.com (consulté le 29 mars 2016)